# Andrés Felipe Santamaría
Andrés Felipe Santamaría (Medellín, Colombia; 8 de noviembre de 1982) es un exfutbolista colombiano. Jugaba como defensa y su último equipo fue el SD Atlético Nacional de Panamá.

## Clubes
| Club                  | País           | Año       |
| --------------------- | -------------- | --------- |
| San Martín de Mendoza | Argentina      | 2004-2005 |
| Florida Soccer        | Estados Unidos | 2005      |
| Atlético Bello        | Colombia       | 2006-2007 |
| Deportes Tolima       | Colombia       | 2007      |
| Juventud Soacha       | Colombia       | 2008      |
| Santa Fe              | Colombia       | 2008      |
| Árabe Unido           | Panamá         | 2009-2011 |
| Atlético Bucaramanga  | Colombia       | 2012      |
| Plaza Amador          | Panamá         | 2012      |
| Pérez Zeledón         | Costa Rica     | 2013      |
| SD Atlético Nacional  | Panamá         | 2015-2016 |

## Campeonatos nacionales
| Título        | Club        | País   | Año  |
| ------------- | ----------- | ------ | ---- |
| Clausura 2010 | Árabe Unido | Panamá | 2010 |